# GE Aviation
General Electric Company відома як GE Aerospace, — американський постачальник авіаційних двигунів зі штаб-квартирою в Евендейлі, штат Огайо, за межами Цинциннаті. Правонаступник оригінальної General Electric Company, заснованої в 1892 році, яка розділилася на три окремі компанії між листопадом 2021 року та квітнем 2024 року, прийнявши торгову назву GE Aerospace після відмови від своїх підрозділів охорони здоров'я та енергетики.
GE Aerospace виробляє двигуни під своїм ім'ям і співпрацює з іншими виробниками для виробництва двигунів. CFM International, провідний світовий постачальник авіаційних двигунів і найуспішніший партнер GE, мають 50/50 спільним підприємством з французькою компанією Safran Aircraft Engines. Станом на 2020 рік CFM International займає 39 % світової частки ринку комерційних авіаційних двигунів (у той час, як сама GE Aerospace займає ще 14 %). Основними конкурентами GE Aerospace на ринку двигунів є Pratt & Whitney і Rolls-Royce.